# Robert Cyril Layton Perkins
Robert Cyril Layton Perkins FRS (15 de noviembre de 1866—29 de septiembre de 1955) fue un entomólogo, ornitólogo y naturalista británico conocido por su investigación sobre la fauna de las islas de Hawái.

## Biografía
Perkins nació el 15 de noviembre de 1866 en el pueblo de Badminton en el condado de Gloucestershire y se educó en la escuela secundaria King Edward VI Grammar School St. Albans —donde su padre, el reverendo Charles Perkins era director— y en la Merchant Taylors' School antes de obtener su beca para estudiar filosofía griega y romana en la universidad de Jesus College en 1885. Dos años después de estudiar filosofía clásica pasó a leer historia natural, a pesar de que no estudió ciencias en la escuela, se había inspirado en Edward Bagnall Poulton sobre el color de los insectos. Obtuvo un título en la cuarta clase en la especialidad de la morfología animal del curso de ciencias naturales en 1889. En 1891, un comité designado por la Royal Society y la Asociación Británica para el Avance de la Ciencia, le dio a Perkins que investigue la fauna terrestre de las islas de Hawái, y estuvo realizando investigaciones sobre la fauna hawaiana durante casi 10 años, también ha realizado estudios en la Universidad de Cambridge tras volver de las Hawái. Las investigaciones sobre la fauna hawaiana no se publicarían hasta en 1899 en una serie de tres volúmenes titulada como «Fauna Hawaiiensis» —Dicha serie de volúmenes sería editada por el entomólogo en:David Sharp (entomologist)|David Sharp]]—  que sería completada hasta en 1913 donde haría un introducción a la serie. Por este trabajo, fue premiado por la Sociedad Linneana de Londres por sus servicios a la zoología.
Trabajó para el Departamento de Agricultura de Hawái entre 1902 y 1904, y se convirtió en el primer director de la estación experimental del departamento de insectos de la Asociación de Plantadores de azúcar de Hawái en 1904, buscando controlar las plagas, parásitos y otras malezas de la caña de azúcar. Perkins tenía una mala salud que le obligó a retirarse en 1912 en Newton Abbot en el condado de Devon. Siguió realizando su investigación y trabajando con insectos hawaianos y publicó otra investigación después de 20 años, también es conocido por investigar acerca de los insectos británicos, incluidas abejas y moscas de sierra. En 1920, fue elegido miembro de la Royal Society y habiendo siendo miembro de la [[Royal Entomological Society|Real sociedad entomológica durante más de 50 años, fue nombrado miembro honorario en 1954. Murió en Bovey Tracey a la edad de 88 años.